# مسفر النجراني
مسفر النجراني، لاعب كرة قدم سعودي ، يلعب في نادي النهضة.

## مسيرة اللاعب
لعب في نادي القادسية ونادي الجندل ونادي الترجي ونادي النهضة.